# Ferdinand Favre
Pour les autres membres de la famille, voir Familles Favre et Petitpierre.
Ferdinand Abraham Favre, né le 22 février 1779 à Couvet en Principauté de Neuchâtel et mort le 16 juillet 1867 à Paris, est un industriel un homme politique français du XIXe siècle, maire de Nantes de 1832 à 1865, avec une interruption pendant la Seconde République, député de la Loire-Inférieure (1848-1857) puis sénateur du Second Empire (1857-1867).
Ferdinand Favre ne doit pas être confondu avec son oncle et beau-frère, Ferdinand Petitpierre, lui aussi venu de Couvet à Nantes à la fin du XVIIIe siècle.
Ferdinand Favre est intimement lié à la traite négrière illégale nantaise sous la Restauration. En 1824, il n’hésite pas à annoncer dans les Étrennes royales de Nantes qu’il fournit des marchandises pour la traite,. 

## Biographie

### Origine familiale et jeunesse
Les Favre de Couvet sont une famille protestante originaire de Besançon, réfugiée en Suisse vers 1670 en raison des persécutions qui annonçaient la révocation de l'édit de Nantes.
Ferdinand est le fils d'Antoine Favre, artisan, et de Marguerite-Henriette Petitpierre, fille d'un autre artisan de Couvet.
En 1793, en pleine Révolution française, Ferdinand suit ses parents qui viennent s'installer à Nantes où se trouvent déjà leurs deux premiers fils, Abraham et Charles, et leur fille Rose-Marguerite, mariée à un autre Suisse de Couvet, Ferdinand Petitpierre (1746-1803). Celui-ci est devenu un riche fabricant d'indiennes (Société Petitpierre Frères et Compagnie). Partisan de la Révolution, puis de la République, il est dès 1789 devenu capitaine de la milice, et à l'été 1793, il participe à la défense de Nantes contre les Vendéens.
Les Favre et les Petitpierre sont fortement liés sur le plan familial puisque Rose-Marguerite Favre, l'épouse de Ferdinand Petitpierre est aussi sa nièce, Marguerite-Henriette Petitpierre étant la sœur de Ferdinand. Ferdinand Petitpierre est l'employeur d'Abraham et de Charles Favre depuis 1785.
En 1799, Ferdinand Petitpierre se retire des affaires et confie la direction de l'entreprise à Abraham, mais avec un bail afin de préserver les intérêts de ses propres enfants. En 1801, il fait l'acquisition d'une propriété à Saint-Sébastien, le Clos sur l'Eau. Mais il meurt deux ans plus tard. Il est inhumé dans sa propriété du Clos sur l'Eau, pratique courante chez les protestants. Rose-Marguerite confie la tutelle de ses enfants non pas à Abraham, mais à Ferdinand (Favre), son frère préféré. À la fin du bail d'Abraham en 1806, celui-ci est évincé au profit des fils Petitpierre, Ferdinand 2 et Aristide, toujours sous la tutelle de Ferdinand Favre. De son côté, Abraham prend en charge une autre entreprise, qu'il baptise "Favre-Petitpierre", sise sur l'île de Petite Biesse.
La propriété du Clos sur l'Eau reste évidemment la propriété de Rose-Marguerite et passe ensuite à son quatrième fils, Fleurus Petitpierre (1796-1859).

### Homme d'affaires
En 1806, la société Petitpierre et Compagnie n'est plus aussi florissante qu'en 1785, son apogée. Il en va de même pour toute l'industrie nantaise des indiennes, qui a connu de nombreux problèmes de 1785 à 1800. Ferdinand Favre ne réussira pas à redresser vraiment l'entreprise, qui fait faillite en 1818, sans que la richesse des Petitpierre soit remise en cause. En revanche, Abraham dirige jusqu'en 1848 une entreprise beaucoup plus prospère.
Ferdinand Favre a par ailleurs ses propres activités dans le négoce et l'armement, ainsi que dans l'industrie : brûlerie de café, raffinerie de sucre... Ses activités commerciales concernent aussi la traite négrière.
En 1822, il se lance dans la production d’engrais à partir de résidus des raffineries de sucre, le noir animal, dont il a constaté le pouvoir fertilisant. Le succès est foudroyant tant la demande des agriculteurs est forte, donnant à Nantes, vers 1840, un véritable monopole sur le commerce européen du noir animal.

### Homme politique

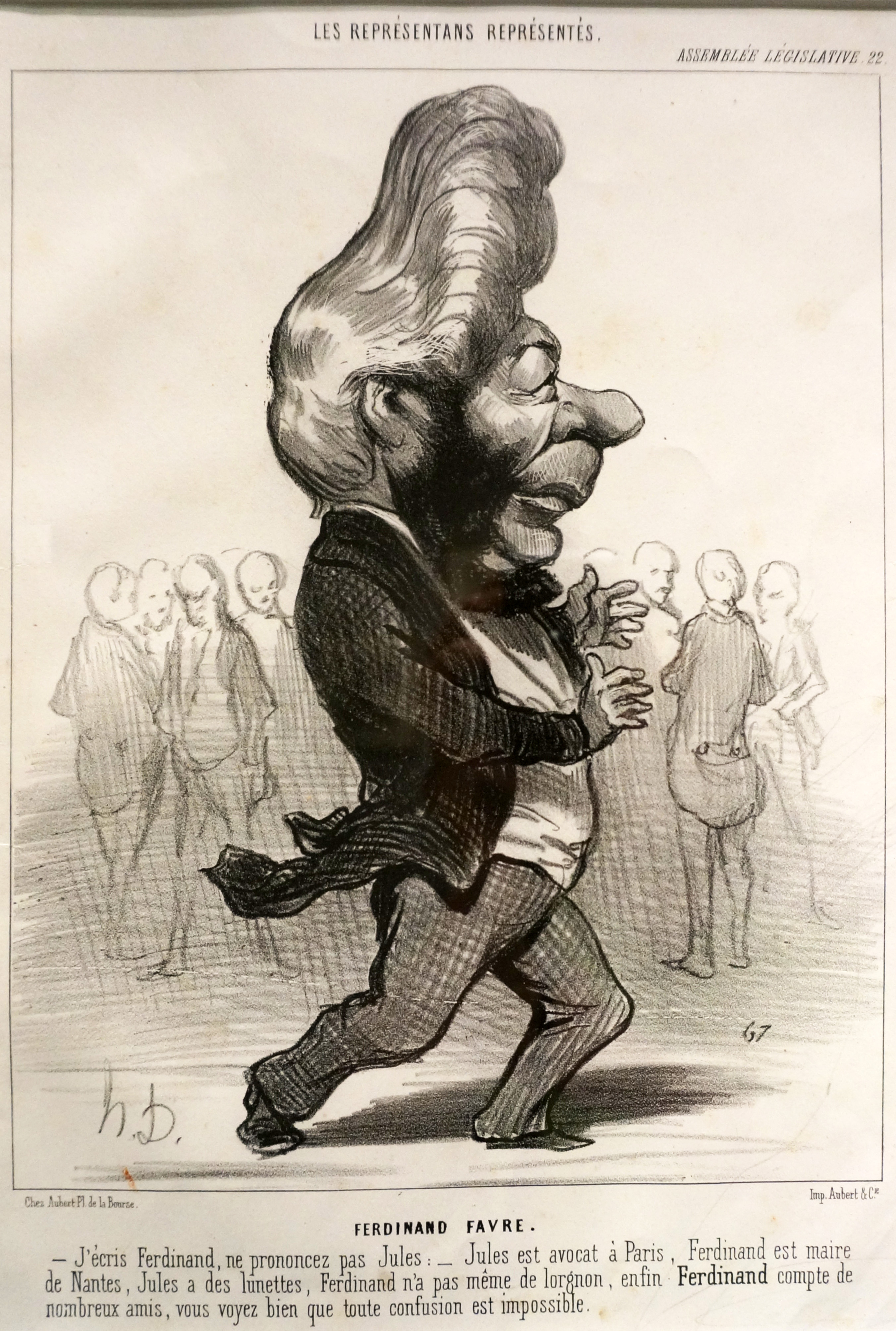
Caricature.

Ferdinand Favre est officier de la Garde nationale à partir de 1814. Sous la Restauration, son activité politique est limitée.

#### Maire de Nantes sous la monarchie de Juillet
Partisan du roi Louis-Philippe, il est membre du conseil général de Loire-Inférieure, puis est nommé maire de Nantes par une ordonnance royale du 9 février 1832 en remplacement de Philippe-René Soubzmain, maire depuis la Révolution de Juillet. Il est installé le 15 février. Les adjoints sont renouvelés : ce sont Mathurin Chéguillaume (négociant), François Le Sant (pharmacien, beau-père d'Ange Guépin), Thomas Chéguillaume (industriel du cuir), Louis Vallet (filateur), François Polo (marchand de draps). Dans le conseil municipal (élu), Ferdinand Favre, avec 59 voix, n'est qu'en 14e position. Le premier élu est Philippe-René Soubzmain (90 voix) ; on trouve aussi Camille Mellinet (3e élu, 77 voix), Adolphe Billault (60), Joseph Colin, Louis-Prudent Douillard, Saint-Amand Siffait (négociant), René-Julien Rissel (raffineur de sucre).
Durant l'année 1832, il contribue à l'arrestation de la duchesse de Berry.
Son mandat est renouvelé régulièrement sous la monarchie de Juillet : en 1834, 1837, 1840, 1843 et 1846. Il est élu en première position en 1843 (137 voix). Parmi les conseillers municipaux notables, on peut noter : Mathurin Peccot (architecte-voyer) en 1837 et 1840 ; Saint-Félix Seheult en 1840 et 1843 ; Évariste Colombel en 1843 (nommé adjoint, mais démissionnaire en 1844) ; Victor Mangin et Ange Guépin en 1846.

#### Deuxième République
Lors de la révolution de Février 1848, étant favorable à une régence, il est révoqué le 21 mars 1848 par le commissaire du gouvernement Jacques-Hippolyte Maunoury, qui le remplace par Évariste Colombel, conseiller municipal républicain. Mais il est élu député à l'Assemblée constituante de 1848 le 23 avril, et réélu le 13 mai 1849 à l'Assemblée législative.

#### Second Empire
Après le coup d'état de Louis-Napoléon Bonaparte, grâce à Maurice Duval, "Commissaire extraordinaire du gouvernement pour les départements de l'Ouest" (6 décembre 1851), il est nommé maire de Nantes le 30 décembre 1851 et réinstallé le 31 janvier de 1852.
Son mandat de maire est renouvelé après les élections municipales d'octobre 1852, 1855 et 1860. Par ailleurs, il est nommé président du conseil général de la Loire-Inférieure le 7 août 1852 et élu au Conseil législatif ; puis il siège au Sénat jusqu'en 1867.
Au début du Second Empire, Ferdinand Favre essaie de faire de Nantes une "résidence impériale", à l'instar de Lille, Strasbourg, Lyon et Bordeaux. Le 6 août 1853, il propose au conseil municipal l'achat du château de l'Abbaye à Chantenay afin de l'offrir à l'empereur. Mais le projet n'aboutit pas. En 1856, après la naissance du prince impérial, Ferdinand Favre propose de lui offrir une résidence nantaise ; mais le ministre de l'Intérieur décline cette offre au nom de l'empereur, notamment en raison de la crue récente de la Loire.
Aux élections municipales de juillet 1865, sa liste est battue par une le rassemblement de l'opposition (Union libérale) où se trouvent Ange Guépin et René Waldeck-Rousseau. Il assure l'intérim jusqu'au 19 janvier 1866 ; il est alors remplacé par Antoine Dufour, dernier candidat de la liste victorieuse.

### Botaniste
À la tête de la municipalité, Ferdinand Favre a joué un rôle essentiel dans la création du Jardin des plantes de Nantes.
Il était en effet féru de botanique et s'est personnellement occupé de l'acclimatation du camélia, plante à laquelle il a consacré de nombreuses années.
À sa mort, il est inhumé dans le cimetière Petitpierre-Favre du Clos sur l'Eau, comme la plupart des membres des deux familles, à quelques exceptions près, tel Abraham Favre, dont la tombe est dans le carré protestant du cimetière Miséricorde à Nantes.

## Honneurs
- Officier de l'Instruction publique
- Grand officier de la Légion d'honneur
- Commandeur de l'ordre d'Isabelle la Catholique[16]

## Hommages

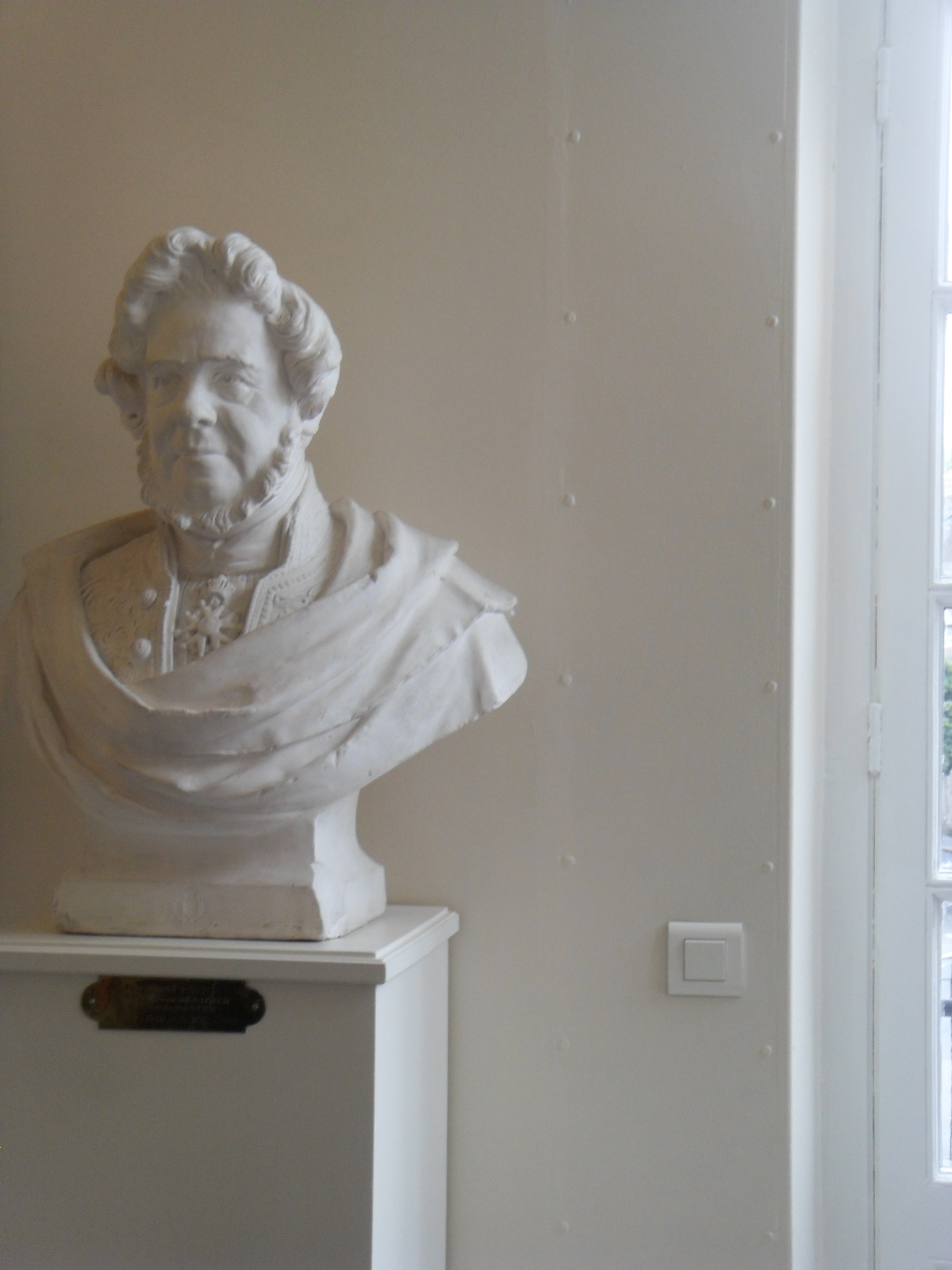
Buste à l'hôtel de ville

- Quai Ferdinand-Favre à Nantes (le long du canal Saint-Félix, devant le Lieu unique)